# The 99
The 99 (arabisk: الـ ٩٩ al 99), eller The Ninety-Nine (arabisk: التسعة وتسعون al-tisa'a wa tisaun), er en tegneserie udgivet af Teshkeel Comics, som handler om et hold af superhelte, baseret på Islamisk kultur og Islam. 
Serien er opfundet af Naif Al-Mutawa, grundlægger af Teshkeel Media Group. Det kreative hold bag The 99 består af erfarne tegneserieskabere heriblandt: Fabian Nicieza, Stuart Moore, June Brigman, Dan Panosian, John McCrea, Ron Wagner, Sean Parsons og Monica Kubina, som alle tidligere har arbejdet for Marvel eller DC Comics.
Selvom serien er baseret på islamiske begreber, er den lavet til at appellere til universelle dyder og religion er ikke fremherskende.

## Historie
Et prøveeksemplar blev første gang offentliggjort i Mellemøsten i maj 2006, fulgt af en amerikansk genoptrykningen i juli 2007. The 99 #1 blev trykt i september 2006 i Mellemøsten og blev offentliggjort i USA i august 2007 under titlen First Light.  Efterfølgende er bladet udgivet i flere lande, herunder i indonesiske og indiske udgaver på månedsbasis.
I oktober 2010 blev en afledt serie under navnet JLA/The 99 med Justice League og The 99 begyndte offentliggørelsen udgivet.

## Karakterer
The 99 er almindelige teenagere og voksne fra hele verden, som kommer i besiddelse af en af de 99 magiske Noorsten (Ahjar Al Noor, Sten af lys) og pludselig besidder forskellige særlige kræfter. Alle dilemmaer som The 99 støder ind i løses via samarbejde mellem tegneseriekarakterne og deres forskellige kræfter. Derigennem forsøger The 99-serien at fremme værdier som samarbejde og sammenhold i den islamiske verden. Selvom serien ikke er religiøs, forsøger den at kommunikere universelle dyder, rækker ud over islam.
Universitet omkring The 99 er baseret på Allahs 99 egenskaber. Mange af disse navne refererer til egenskaber, som mennesker kan besidde. Eksempelvis er gavmildhed, styrke, trofasthed og visdom alle dyder som indeholdes i mange trosretninger.
I overensstemmelse med islamisk tradition, er den arabiske version af figurernes kaldenavne for hver af de 99 skrevet uden det foranstillede "Al-", fordi brugen af denne præcise form er eksklusiv for Allah. Dette er gjort for at minde om, at The 99 kun er dødelige, menneskelige rollemodeller, med deres kvaliteter og svagheder.
Medlemmer af The 99, som er blevet afsløret indtil videre:
- Jabbar – Den kraftfulde

Nawaf er en normal teenager, indtil en eksplosion smadrer en skjult "Noorsten", og kaster skår af stenen ind under hans hud. Skårene udløser Nawafs transformation fra en ranglet teenager til en to meter høj kæmpe, på 200 kg. Det saudiske militær forsøger forgæves at fange Nawaf. Da de finder ud af at han er ustoppelig, henvender de sig til en Noorsten-ekspert, doktor Ramzi Razem. Razem lærer Nawaf, at han kun behøver at lære selvbeherskelse og medfølelse for at blive en formidabel kraft for det gode.
- Noora – Lyset
- Darr – Hjemsøgeren
- Jami – Samleren
- Widad – Den kærlige
- Fattah – Åbneren
- Mumita – Ødelæggeren
- Raqib – Vogteren
- Bari – Helbrederen
- Sami – Lytteren
- Musawwira – Organisatoren
- Hadya – Vejlederen
- Rafie – Løfteren
- Baqi – Den evige
- Baeth – Afsenderen
- Jaleel – Den Majestætiske

En burkaklædt karakter kendt som Batina den Skjulte, er blevet nævnt i interviews som et eksempel på variationen af skildringen af kvindelige figurer i tegneserien – hun vil være en af fem tildækkede kvinder ud af 50 kvindelige karakterer i castet.

## Afledelser
Den første af fem planlagte The 99-baserede forlystelsesparker åbnede i Kuwait i marts 2009. En animeret serie er i produktion og Teshkeel Comics har lavet en aftale med Endemol om at producere en serie.